# شوون‌تورپ
شوون‌تورپ (به سوئدی: Sjuntorp) یک منطقهٔ مسکونی در سوئد است که در بخش ترولهتتان شهرستان وسترا یوتلاند واقع شده‌است. شوون‌تورپ ۲٫۴۰ کیلومتر مربع مساحت و ۲٬۱۲۴ نفر جمعیت دارد.